# Badlands (Badlands)
| Recensione | Giudizio |
| ---------- | -------- |
| AllMusic   |          |

Badlands è il primo album in studio dei Badlands, pubblicato nel 1989 per l'etichetta discografica Atlantic Records.

## Tracce
1. High Wire – 3:44 (Gillen, Lee)
2. Dreams in the Dark – 3:29 (Gillen, Lee, O'Neill)
3. Jade's Song – 1:22 (Lee)
4. Winter's Call – 5:35 (Gillen, Gonzales, Lee)
5. Dancing on the Edge – 3:27 (Gillen, Lee, O'Neill)
6. Streets Cry Freedom – 6:09 (Gillen, Lee, O'Neill)
7. Hard Driver – 4:49 (Gillen, Lee, O'Neill)
8. Rumblin' Train – 5:45 (Gillen, Lee, O'Neill)
9. Devil's Stomp – 4:54 (Gillen, Lee, O'Neill)
10. Seasons – 6:19 (Gillen, Lee, O'Neill, O'Neill)
11. Ball and Chain – 4:12 (Gillen, Lee)

## Formazione
- Ray Gillen - voce
- Jake E. Lee - chitarra
- Greg Chaisson - basso
- Eric Singer - batteria